# Алесандро Калиостро
Граф Алесандро ди Калиостро (на италиански: Alessandro di Cagliostro, с истинско име Джузепе Балзамо (Giuseppe Giovanni Battista Vincenzo Pietro Antonio Matteo Balsamo) е италиански окултист, масон и пътешественик.

## Биография
Джузепе Балзамо е роден на 2 юни 1743 година в Палермо, Сицилия, в семейство на търговци. Нарича себе си граф Хара, също маркиз Пелегрини или граф Феникс, дори маестро Ахарат, но се прочува най-много с прозвището граф Калиостро.
Балзамо се образова в манастира на Кастильонското братство, където придобива бегли познания по химия и ботаника. По-късно продължава образованието си в Малта – център на алхимията. Развива художествения си талант и способностите си на фехтовач до съвършенство. Странства из Гърция, Египет, Арабия, Персия и др., където изучава алхимия и окултни учения. Увлича се по учението на питагорейците. Той пророкувал като гледал в кристално кълбо и лекувал чрез хипнотични сеанси.
Запазено е изказване на Казанова, според което „Талантите му бяха впечатляващи, но аз от самото начало не му повярвах. Според мен, той принадлежеше към породата на гениалните лентяи, които предпочитат шарлатанството пред къртовския труд“.
За графа се носели легенди и клюки. Той имал много почитатели, но още повече – врагове. През 1785 г. в Париж бива обвинен, че е откраднал прочутата кралска огърлица, инкрустирана с 600 диаманта. Графът е арестуван и държан в Бастилията, но по-късно освободен поради липса на доказателства. Огорченият Калиостро заминава за Лондон, където се представя за италиански полковник на испанска служба. От там той праща писмо до френската общественост, в което предсказва революцията и превземането на Бастилията. В Англия графът е посветен в масонството.
За него се казва, че бил алхимик и лекар от розенкройцерската школа, астролог, физиогномист и жрец на тайната. За неговата съпруга Лоренца Фелициани се говорело, че била някогашната вавилонска царица Семирамида. Лоренца трябва да е била наистина обаятелна, защото била използвана от Калиостро като примамка. Събеседниците се заговаряли с нея, а по-нататък всичко зависело от фантазията и способността за импровизация на графа, от способността му да заинтригува събеседника.
Калиостро основава масонски египетски ложи в Санкт Петербург, Париж, Варшава и други европейски градове. В Русия графът омайва не малко благороднически фамилии, но накрая Екатерина II се разпорежда той да бъде изгонен от пределите на империята.
Възприема като свой учител още по-тайнствения граф Сен Жермен. Сицилианецът се опитвал да проникне в теориите на игрите и скрития смисъл на текстовете, заложени в книгите на Сен Жермен.
По-късно граф Калиостро се озовава в Рим, където през 1789 г. е арестуван и осъден на смърт като еретик и мошеник – две взаимно изключващи се обвинения. Смъртното наказание е заменено с доживотна присъда.
Джузепе Балзамо умира на 26 август 1795 г. в затвора на градчето Сан Лео в Апенините.
Този необичаен житейски път вдъхновява много автори. Първата книга от тетралогията на Александър Дюма Спомените на един лекар е Жозеф Балзамо и популярността на Калиостро несъмнено е свързана с нея. За руския период в живота на „Граф Калиостро“ Алексей Толстой написва повест. Френският композитор Адолф Адам и германският композитор Алберт Лорцинг пишат опери за Калиостро. Руската музикална комедия „Формулата на любовта“ е създадена по сценарий, чийто корени също трябва да се търсят в тази повест.